# Telenzepin
Telenzepin je antiholinergik ili simpatolitik koji se koristi za treatman peptičkih čireva. Telenzepin je atropizomeran, i.e. molekul ima stereogenu C–N-osu u neutralnom vodenom rastvoru. Njegov poluživot racemizacije je oko 1000 godina. Enantiomeri su bili razdvojeni. (+)-izomer je oko 500-puta aktivniji od (–)-izomera na muskarinskim receptorima u cerebalnom korteksu pacova.

## Spoljašnje veze
- Telenzepin je bar 25 puta potentniji od pirenzepina

|  | Molimo Vas, obratite pažnju na važno upozorenje u vezi sa temama iz oblasti medicine (zdravlja). |